# Stavební řád
Stavební řád neboli stavební předpisy upravují povolování (stavební řízení) a provádění staveb všeho druhu a prací na nich, užívání a údržbu staveb a podobně. Obecnějším pojmem je stavební právo.
Ve stavebním zákoně č. 283/2021 Sb. není pojem stavební řád definován.

## Historie
- Dórský řád  je nejstarší antický stavební řád, vyznačuje se monumentální střízlivostí a jednoduchostí.

- Toskánský řád je antický stavební řád, který se používal ve starověkém Římě a později opět od renesance.

- Rok 1815, Jednotný stavební řád, říšský zákon. Pravomoc ke stavebnímu řádu byla převedena na jednotlivé obce.

- Rok 1864, Nový stavební řád. Byl předepsán tzv. plán rozdělovací (či polohopisný). Později se začaly používat plány upravovací nejčastěji měřítku 1:720.

### České země
- Rok 1270, stavební řád Přemysla Otakara II pro Jihlavu

- Zákon č. 5/1889 z.z., stavební řád pro obce v Čechách (český stavební řád pro venkov)

- Rok 1894, zákonen se pro Brno, Olomouc, Jihlavu a Znojmo a některé jejich předměstské obce byl stanoven zvláštní stavební řád, odlišný od stavebního řádu platného ve zbytku Moravy.[2][3]

- Zákon č. 86/1949 na obnovu válkou poškozených a zničených budov

- Zákon 87/1958 Sb., o stavebním řádu

- zákon č. 50/1976 Sb., o územním plánování a stavebním řádu. Tento zákon byl upravován mnohými vyhláškami a novelami zákona. Poslední aktualizovaná vyhláška je č. 132/1998. Poté byl schválen nový stavební zákon.

- zákon č. 183/2006 Sb. o územním plánování a stavebním řádu, účinný od 1. 1. 2007. Tento zákon zrušil předcházející stavební zákony a vztahující se vyhlášky. Byl několikrát novelizován: zákon č. 68/207, ze dne 7. 3. 2007 a zákon 191/2008 ze dne 7. 5. 2008. Poslední významné změny přinesla změna zákon č. 350/2012 Sb.

Stavební řád obsahuje, vedle úpravy povolování staveb, terénních úprav, zařízení a udržovacích prací, rovněž i úpravu stavebního dozoru a institut autorizovaného inspektora, včetně jeho postavení a působení v rámci tzv. „zkráceného stavebního řízení“.

## Česko současné
Stavební zákon 283/2021 Sb.
byl v Česku připravován od roku 2017, účinnosti pro všechny stavby nabyl v červenci 2024.
Jeho obecným cílem bylo zrychlit a zjednodušit stavební řízení i jeho kompletní digitalizace.
Ustanovení stavebního řádu
- Záměr a další pojmy (§ 4–14)
- Působnost ve věcech stavebního řádu (§ 30–35)
- Obecná ustanovení – podání, doručování, digitalizace (§ 171–173)
- Úkony před zahájením řízení – předběžné informace, vyjádření, stanoviska a jejich přezkum (§ 174–181) vč. úpravy dotčených orgánů (§ 4) a změny podmínek (§ 5)
- Povolení stavebního záměru – účastníci, žádost, náležitosti a podklady, námitky a připomínky, rozhodnutí a jeho platnost, přechod a změna, zrychlené řízení (§ 182–212)
- Povolení nestavebního záměru – změna využití území, dělení a scelování pozemků, stanovení ochranného pásma (§ 213–220)
- Rámcové povolení (§ 221–223)
- Změna záměru před dokončením (§ 224)
- Řízení o odvolání (§ 225–226)
- Kontrolní prohlídka (§ 227)
- Řízení o výjimce (§ 228)
- Řízení o náhradě škody (§ 229)
- Řízení o užívání – kolaudace, předčasné užívání, zkušební provoz, rekolaudace (§ 230–§ 246)
- Řízení o odstraňování – povolení odstranění, nařízení odstranění (§ 247–262)
- Mimořádné postupy a nález (§ 263–266)
- Přechodná ustanovení ke stavebnímu řádu (§ 330)